# 克里斯·保罗
克里斯多福·伊曼努爾·保羅（英語：Christopher Emmanuel Paul，1985年5月6日—），暱稱CP3，美國職業籃球運動員，現效力於NBA洛杉磯快艇。場上位置為控球後衛。
根據《福布斯》，保羅是2020年年收入全球排名第35位的運動員（35,000,000美元）。

## 年幼時期
保羅出生於北卡罗来纳州温斯顿-塞伦。接觸籃球及美式足球運動。小學就讀罗灵希尔斯小学，中學就讀Haes中學和西福赛斯高中。

## 高中时期
保罗就读于西福赛斯高中，在2003年取得麦当劳全明星阵容并被选夏洛特观察家报评为2003年北卡罗来纳先生。保罗在高年级取得了场均30.8分、助攻8.0次、5.0个篮板、6.0次抄截带领球队他的球队取得了27胜3负并闯入了东部地区4A级决赛。在高中的一场比赛中保罗独揽61分以此告慰自己在近日死去的祖父，祖父在61歲因遇劫逝世，那場比賽中，他取得61分後，故意將罰球射偏。

## 大学时期
保罗在2003–2005其间在Skip Prosser教练手下，效力于维克弗斯特大学的篮球队。保罗成为大西洋沿岸联盟2003-04赛季的最佳新秀、2004-05赛季ACC联盟季前赛最佳球员和美联社最佳球员，并且在2005年一致认同选入全美明星阵容。在大学时期他总共取得948分、395次助攻和160次抢断。
保罗在ACC联盟中拥有一项84次抢断的纪录，这项纪录超过了原先贾森·威廉姆斯在1999-00赛季在杜克大学创造的81次的纪录。是维克弗斯特大学历史上最出色的新秀球员，在大学的新秀历史上抢断、助攻(183次)、三分球命中率(.465)和罚球命中率(.843)都是排第一，而得分(460分)和场均得分(每场14.8)都排在大学历史的第三位。
保罗还在2005年3月被禁赛一场，因为他在比赛中报复性地对北卡罗来纳州立大学朱利叶斯·霍吉进行肘击。

## 职业生涯

### 紐奧良黃蜂（2005–2011）

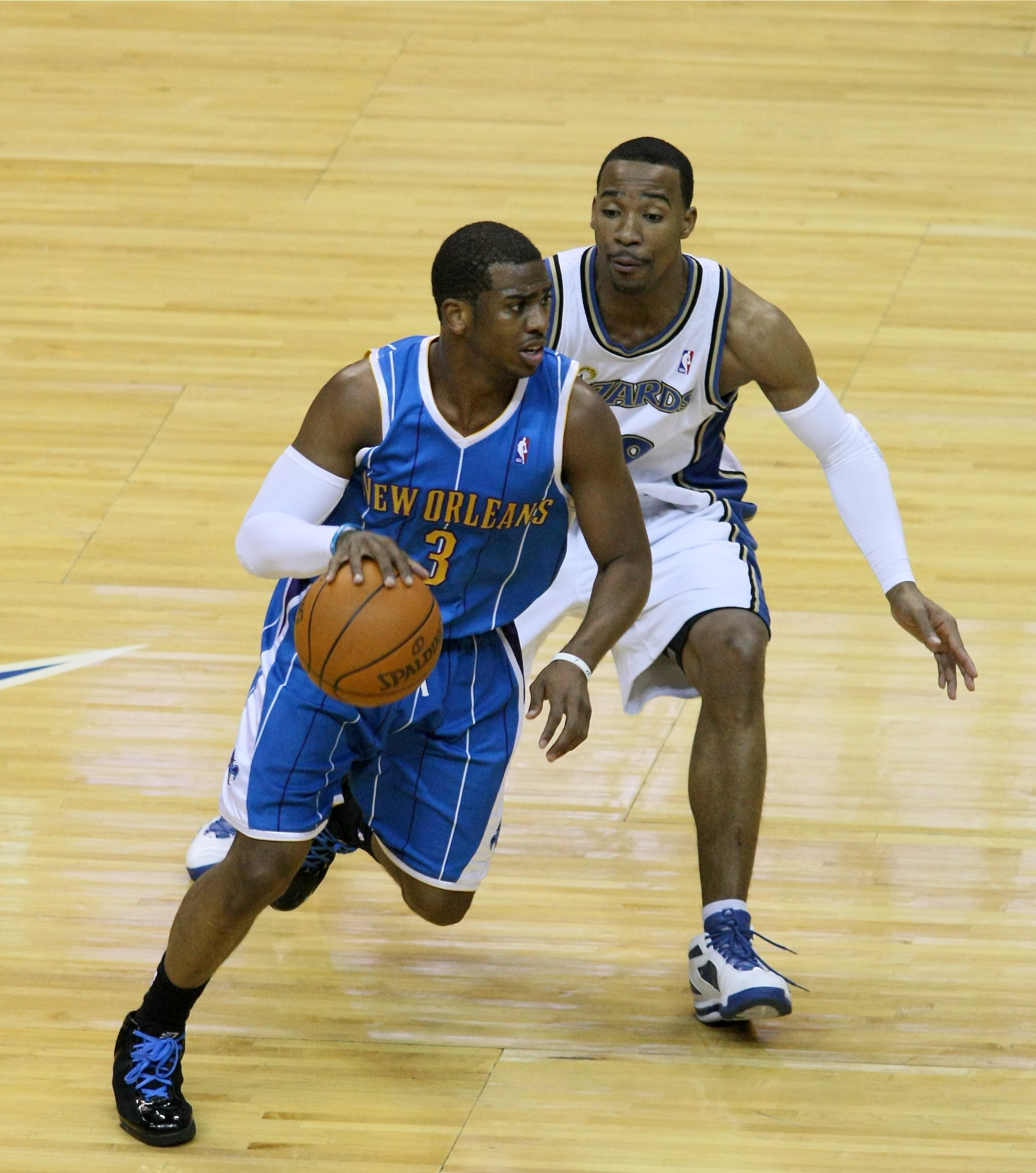
保罗运球前进

#### 2005–06 賽季
保罗在2005年NBA选秀中第一轮第四顺位被新奥尔良黄蜂摘下，新奧爾良受到颶風卡特里娜侵襲，球隊的主場改在奧克拉荷馬市進行，在他的新秀赛季，在得分、助攻、抢断以及出场时间方面都是联盟新秀首位，使他成为了2006年的NBA最佳新秀，他獲得所有評審團入选NBA新秀第一阵容和每月的西部联盟月度最佳新秀。
克里斯·保罗在2006年4月2日对阵多伦多猛龙的比赛中完成了自己在NBA的第一个三双，比赛中他得到了24分、12个篮板和12次助攻。他在黄蜂队出场105场比赛后已经拿下了3个三双成绩，得到场均16.7分、4.9个篮板、8.1个助攻和2.1个抢断。賽季過後，被選為ESPY獎最佳突破運動員。

#### 2006–07 賽季
2007年2月16日，在拉斯维加斯NBA全明星周末技巧赛中他取代受伤的鳳凰城太陽史蒂夫·纳什参加，在随后的NBA新秀挑战赛中他破纪录的送出了17次助攻和9次抢断。 
這個赛季，保罗表現有所進步，不過因受傷關係只出賽64場，平均每場取得17.4分、7.8个助攻和1.8个抢断。

#### 2007–08 賽季

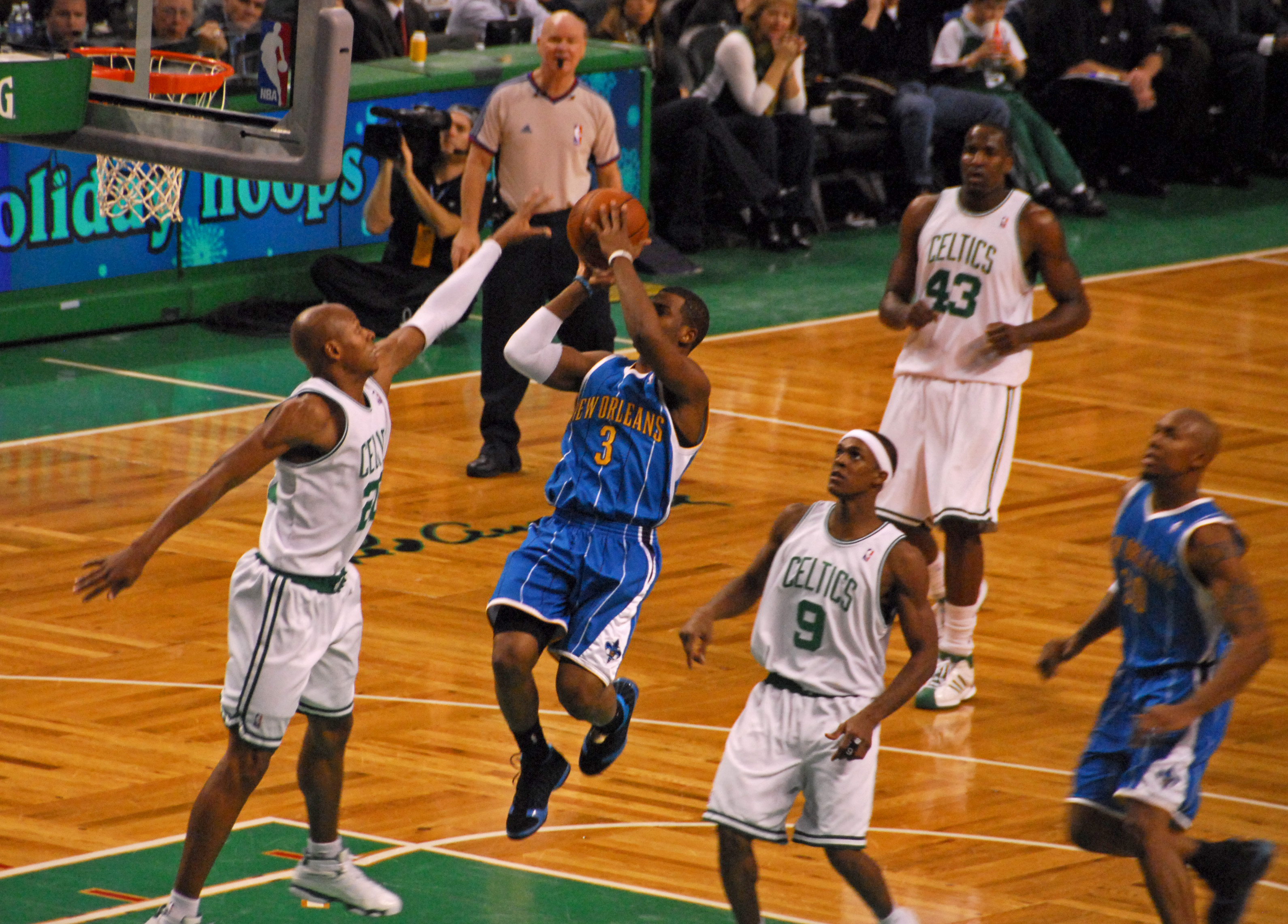
克里斯‧保羅在對波士頓塞爾特人比賽中出手。

2007-2008赛季，保羅的進步更加明顯，他每場平均砍下21.1分，11.6助攻，4篮板，2.71抄截，當中助攻及抄截平均次數更是該季NBA第一，這季例行賽中，每場比賽均至少1次抄截。
保羅終於被教練選出出戰明星賽，在明星賽週未，參加技巧挑戰賽，進入決賽但不敵迪朗·威廉士。在明星賽中，保羅在新奧爾良比賽，拿下16分、14個籃板及5個抄截。但是東岸以134-128擊敗對手。
3月17日，對芝加哥公牛的一場比賽拿下37分13個籃板及3次抄截，協助黃鋒在第四節反超前對手。
4月4日，保羅協助黃鋒自2003-04年球季以來晉身季後賽資格，黃蜂隊的成績是56勝26負，是球隊成立以來成績最好的一季，更以第二名晉身季後賽，黃蜂首輪對手是達拉斯小牛，保羅首場季後賽取得35分，其中24分在下半場取得，另外傳出10次助攻以及4次抄截，第二場比賽取得32分及球隊記錄17次助攻，協助黃鋒127-103擊敗小牛在第五場比賽，保羅取得大三元，他取得24分、11個籃板及15次助攻，協助黃鋒以4-1擊敗小牛隊。第二輪黃蜂面對聖安東尼奧馬刺，但黃蜂以總場數3-4輸給馬刺，無法再進一步。
保羅在該季的最有價值球員選舉得第二名，以306票票差敗於高比·拜仁之下。另外保羅當選為全NBA一隊。

#### 2008–09 賽季
保羅在該季繼續參與明星賽。並創下聯盟連續至少有一次抄截場次的紀錄。在2008年12月17日，打破舊有的106場紀錄。連續抄截紀錄在12月25日對奧蘭多魔術終止，以108場中止此紀錄。
在2009年常規賽MVP投票中，總分192分排行第五，其中兩張第1名選票投給保羅。

#### 2009–10 賽季
保羅在該季受傷，因此只出賽45場賽事。

#### 2010–11 賽季
保羅在這個球季上減少進攻，專注於防守，再次成為NBA防守二隊的成員。2011年3月6日對克里夫蘭騎士的賽事中受傷，休養兩場。

### 洛杉磯快艇（2011–2017）

#### 2011–12 賽季：「籃球原因」阻攔，蜂王變船長
保羅在2011年夏天以前就放話，要求黃蜂將自己賣掉，否則他將投入自由市場。黃蜂於是拉火箭和湖人完成三角交易:黃蜂將保羅送到湖人；火箭將得分後衛凱文·馬丁、控衛戈兰·德拉季奇、中鋒路易斯·斯科拉，以及手上擁有的2012年尼克首輪選秀權送給黃蜂；湖人將拉马尔·奥多姆送給黃蜂、歐陸長人保羅·蓋索送給火箭。
然而，這樁重量級交易在談妥後45分鐘，遭到時任聯盟總裁史騰以「籃球原因」否決。
聯盟託管的黄蜂正式宣布与快艇进行了一笔交易，黃蜂送出保羅以及两个2015年二轮选秀权，換到快艇埃里克·戈登、克里斯·卡曼、前锋艾尔-法鲁克·阿米努以及明尼苏达灰狼2012年非保护首轮选秀权。
保羅的加入雖然使快艇重返睽違已久的季後賽，第一輪對上灰熊G1就上演超大逆轉秀，最後以4:3晉級，但第二輪卻被馬刺以直落4帶走西區決賽門票。

#### 2012–13 賽季
13年年初獲選進入明星賽，並以全能身手拿下全明星賽MVP獎項。
快艇以第4種子、太平洋組冠軍進入季後賽，第1輪面對曼菲斯灰熊。雖然保羅在G2絕殺對手，但仍無法帶領華而不實的空拋之城度過難關，最終快艇2:4被灰熊翻船。

#### 2013–14 賽季
上一季的失利，迫使快艇高層送出一個選秀權，換來綠衫軍主帥道格·里弗斯，試圖強化快艇防守。而快艇也展現了更為沉穩的球風，以第3種子、太平洋組冠軍之姿進入季後賽。
第1輪以4:3淘汰浪花兄弟帶領的勇士，但第2輪面對雷霆，保羅在關鍵時刻居然發生失誤，加上裁判的誤判(事後確定為三分球線外的點手犯規)，導致雷霆最終擊沉快艇。

#### 2014–15 賽季：最接近一次西區決賽卻遭到逆轉
快艇以第3種子進入季後賽，但這回對手可是難纏的衛冕軍馬刺。雖然保羅船長表示這兩支有冠軍相的球隊居然得因為賽制而提早碰頭令人遺憾，但他這次不想再被馬刺擋住去路了。關鍵G7讀秒階段，保羅船長以一記神奇的拋射，粉碎馬刺的衛冕夢。
不過，在下一輪面對休士頓火箭時，保羅依舊無法帶領快艇衝進西區決賽，就算手握3:1聽牌優勢，最關鍵在第六戰第三節後半段到第四節一度取得19分領先，卻硬生生被打出40：15攻勢，導致最後第七戰快艇全隊上下球員疲憊，最後只能眼睜睜看著火箭逆勢升空。

#### 2015–16 賽季
2015年夏天，快艇成功留下德安德烈·乔丹，並以西區第四種子之姿進入季後賽，但在第一輪面對重建完成的波特蘭拓荒者時遇到大麻煩，保羅在第4戰第3節中段因右手第三掌掌骨骨折退場，本季宣告報銷。少了保罗和布雷克·格里芬後的快艇，最後兩戰都被拓荒者擊敗，以2:4黯然結束球季。

#### 2016–17 賽季
12月9日，保罗拿到19分18助攻領軍下，98：86擊敗熱火寫下4連勝，保羅也成為史上第10位達成8,000助攻的球員。根據資料，現年31歲的保羅在806場比賽就達成8,000助攻，讓他成為史上第3快達成15,000分與8,000助攻的球員，僅次於魔術強森與奥斯卡·罗伯逊。
12月17日，保罗因左手拇指韌帶撕裂將進行手術，預計得缺席6到8週時間。快艇今年球季當格里芬與保罗同時缺陣情況下的戰績是3勝9敗。至於過去2年當保罗上場時，包括季後賽在內球隊戰績79勝35敗、勝率6成93；但當保羅缺席時戰績是5勝12敗、勝率僅2成94。

### 休士頓火箭（2017–2019）

#### 2017–18 賽季：哈羅連線，摸到西決地板
2017年7月，快艇把保罗交易到了火箭，換取了火箭的帕特里克·贝弗利、萨姆·德克尔、蒙特雷斯·哈雷尔、达伦·希拉尔德、德安德鲁·利金斯、路·威廉姆斯、凯尔·威尔哲和2018首輪選秀籤，並與詹姆斯·哈登組成後場組合。原本大家都在擔心球權分配，但保罗来到火箭之后快速融入火箭的体系和打法，除了出色的控球能力、组织进攻、快速突破以外，还加强了三分球投射能力，关键时刻帮助球队得分，並讓上季主控哈登負擔大大減輕，協助火箭取得常规赛联盟第一的战绩。
2018年5月9日（季後賽西區準決賽火箭对阵爵士G5），保罗得到全队最高的41分，其中三分球10投8中，创职业生涯季后赛新高，击败爵士取得胜利打进西部决赛，这是保罗13年以来第一次进入西部决赛。
然而可惜的是，保罗在火箭差一點扳倒勇士的關鍵時刻腳傷倒下，詹姆斯·哈登獨木難支，最後的G7更是只能在板凳上悲憤地看著火箭外線屢投不進，然後無力阻擋勇士連4季會師騎士。

#### 2018–19 賽季
2018年7月，保羅在上個賽季幫助火箭拿下65勝全聯盟最佳的戰績，並以場均18.6分，5.4籃板，7.9助攻，1.7抄截的亮麗數據為自己和休斯頓火箭經理達雷爾·莫雷正式完成簽約合同，以4年1億6千萬美元的頂薪合同，確立了與另一位球隊基石詹姆士‧哈登一同為火箭贏得總冠軍的決心。
2019年4月，保羅在火箭與國王的比賽中，繳出了7分5籃板12助攻2抄截，助火箭以130比105大比分擊敗國王，在此同時，也讓他的個人生涯抄截總數來到2113個，正式超越阿爾文‧羅伯森的2112個生涯抄截數，排名升至NBA史上第九名。

### 奧克拉荷馬雷霆（2019–2020）
2019年7月16日，火箭將保羅、兩個首輪選秀權和兩個二輪選秀權交換交易到奧克拉荷馬雷霆，以換取拉塞爾·威斯布魯克。
在不被外界看好的情況下，帶領球隊以第五種子殺進季後賽，在第一輪和火箭鏖戰7場後仍不敵火箭。

### 鳳凰城太陽（2020–2023）

#### 2020–21 賽季：首度闖進總冠軍賽，仍與之失之交臂
2020年11月16日，雷霆將保羅和阿卜杜勒·納德交易到鳳凰城太陽，換取小凱利·烏布雷、里奇·魯比奧、泰·傑洛姆、賈倫·萊克，以及2022年受保護的首輪選秀權。
2021年3月22日，太陽對陣洛杉磯湖人，該場保羅繳出11分10籃板13助攻的大三元成績單(生涯第16次、當季首次)，帶領太陽以111:94擊敗湖人，完成生涯第10000次助攻，成為NBA上第6位達成的球員。
太陽以西區第二種子之姿晉級季後賽。2021年6月16日，保羅的2019冠狀病毒检测呈阳性，缺席西部決賽的前兩場比賽。然而太陽仍取得西區冠軍，挺進總冠軍賽。面對密爾瓦基公鹿前兩場打得順風流水，但是後四戰受制於公鹿的層層連鎖，表現掙扎，雖然第六戰試圖力挽狂瀾，最終仍以2-4錯失生涯首冠。

#### 2021–22 賽季
保羅放棄球員選項，並在自由市場開啟後和太陽簽下一份4年1億2000萬合約。
在季後賽第一輪的第1場比賽中，保羅在第四節得到30分中的19分，以及7個籃板，10次助攻和3次抄截，全場16投12中，以110-99戰勝紐奧良鵜鶘。保羅也成為NBA歷史上第二年長的球員，在季後賽中得到至少30分和10次助攻。第3場比賽中，保羅得到28分中的19分和14次助攻，幫助太陽以114-111獲勝。在第6場比賽中，他以33分、8次助攻和5個籃板結束了系列賽，並且14投14中，創下了NBA季後賽歷史上季後賽單場命中率百分之百進球最多的紀錄。

#### 2022–23 賽季：生涯11000助攻
2022年10月23日，保羅在以112-95擊敗他的前東家洛杉磯快艇的比賽中得到7分、8個籃板和11次助攻，他在快艇隊效力了六個賽季，是球隊職業生涯助攻王。他與約翰·斯托克頓和賈森·基德一起成為NBA歷史上僅有的11000次助攻的球員。保羅也成為聯盟第一位20000分11000助攻的球員。

### 金州勇士（2023–2024）
2023年6月24日，太陽將保羅、蘭德瑞·沙米特、四支首輪選秀權和六支次輪選秀權交易至華盛頓巫師換取布萊德利·比爾。7月6日，華盛頓巫師將保羅送去金州勇士換取喬丹·普爾、 小派屈克·鮑德溫、萊恩·羅林斯和兩支選秀權。本賽季的保羅是NBA職業生涯首次以替補身分出賽。

### 聖安東尼奧馬刺（2024–至今）
2024年7月7日，保羅與聖安東尼奧馬刺簽下了為期一年、價值1100萬美元的合約。11月15日，保羅在以120-115輸給湖人的比賽中得到11分和11次助攻。他還完成了職業生涯的第12000次助攻，成為繼約翰·斯托克頓和賈森·基德之後唯一達到這一里程碑的球員。

## 国家隊生涯
保罗在不同级别的国家青年队中出场了10次。
2006年8月4日，他首次代表美国国家男子篮球队出现在对阵波多黎各的友谊赛中。保罗入選了2006年世界男子篮球锦标赛國家隊名单中，球队最终在半决赛中败给了希腊队，季冠戰中中击败奥运冠军阿根廷取得赛事铜牌，他在赛事中总共送出44次助攻、17次抢断和9次抄截。保羅參與2008年夏季奥林匹克运动会美国男子篮球队，協助美國隊以118-107擊敗西班牙隊奪得金牌。
保羅在2012年倫敦奧運男子籃球比賽有著出色的表現以107-100再度擊敗西班牙，成功協助美國衛冕金牌。
保羅在2016年3月30日宣佈自己將不會參加2016年里約奧運。

## 職業生涯數據
截止2021年12月27日，克里斯·保罗职业生涯单场最高数据分别为：得分43分，篮板12个，助攻21个，抢断9个，罚球命中19个。

### NBA例行賽數據統計
| 賽季     | 球隊     | GP    | GS    | MPG  | FG%  | 3P%  | FT%   | RPG | APG   | SPG  | BPG | PPG  |
| -------- | -------- | ----- | ----- | ---- | ---- | ---- | ----- | --- | ----- | ---- | --- | ---- |
| 2005–06  | NOK      | 78    | 78    | 36.0 | 43.0 | 28.2 | 84.7  | 5.1 | 7.8   | 2.2  | 0.1 | 16.1 |
| 2006–07  | NOK      | 64    | 64    | 36.8 | 43.7 | 35.0 | 81.8  | 4.4 | 8.9   | 1.8  | 0.0 | 17.3 |
| 2007–08  | NOH      | 80    | 80    | 37.6 | 48.8 | 36.9 | 85.1  | 4.0 | 11.6* | 2.7* | 0.1 | 21.1 |
| 2008–09  | NOH      | 78    | 78    | 38.5 | 50.3 | 36.4 | 86.8  | 5.5 | 11.0* | 2.8* | 0.1 | 22.8 |
| 2009–10  | NOH      | 45    | 45    | 38.0 | 49.3 | 40.9 | 84.7  | 4.2 | 10.7  | 2.1  | 0.2 | 18.7 |
| 2010–11  | NOH      | 80    | 80    | 36.0 | 46.3 | 38.8 | 87.8  | 4.1 | 9.8   | 2.4* | 0.1 | 15.8 |
| 2011–12  | LAC      | 60    | 60    | 36.4 | 47.8 | 37.1 | 86.1  | 3.6 | 9.1   | 2.5* | 0.1 | 19.8 |
| 2012–13  | LAC      | 70    | 70    | 33.4 | 48.1 | 32.8 | 88.5  | 3.7 | 9.7   | 2.4* | 0.1 | 16.9 |
| 2013–14  | LAC      | 62    | 62    | 35.0 | 46.7 | 36.8 | 85.5  | 4.3 | 10.7* | 2.5* | 0.1 | 19.1 |
| 2014–15  | LAC      | 82    | 82*   | 34.8 | 48.5 | 39.8 | 90.0  | 4.6 | 10.2* | 1.9  | 0.2 | 19.1 |
| 2015–16  | LAC      | 74    | 74    | 32.7 | 46.2 | 37.1 | 89.6  | 4.2 | 10.0  | 2.1  | 0.2 | 19.5 |
| 2016–17  | LAC      | 61    | 61    | 31.5 | 47.6 | 41.1 | 89.2  | 5.0 | 9.2   | 2.0  | 0.1 | 18.1 |
| 2017–18  | HOU      | 58    | 58    | 31.8 | 46.0 | 38.0 | 91.9  | 5.4 | 7.9   | 1.7  | 0.2 | 18.6 |
| 2018–19  | HOU      | 58    | 58    | 32.0 | 41.9 | 35.8 | 86.2  | 4.6 | 8.2   | 2.0  | 0.3 | 15.6 |
| 2019–20  | OKC      | 70    | 70    | 31.5 | 48.9 | 36.5 | 90.7  | 5.0 | 6.7   | 1.6  | 0.2 | 17.6 |
| 2020–21  | PHX      | 70    | 70    | 31.4 | 49.9 | 39.5 | 93.4* | 4.5 | 8.9   | 1.4  | 0.3 | 16.4 |
| 2021–22  | PHX      | 65    | 65    | 32.9 | 49.3 | 31.7 | 83.7  | 4.4 | 10.8* | 1.9  | 0.3 | 14.7 |
| 2022–23  | PHX      | 59    | 59    | 32.0 | 44.0 | 37.5 | 83.1  | 4.3 | 8.9   | 1.5  | 0.4 | 13.9 |
| 2023–24  | GSW      | 58    | 18    | 26.4 | 44.1 | 37.1 | 82.7  | 3.9 | 6.8   | 1.2  | 0.1 | 9.2  |
| 職業生涯 | 職業生涯 | 1,272 | 1,232 | 34.1 | 47.1 | 36.9 | 87.0  | 4.5 | 9.4   | 2.1  | 0.2 | 17.5 |
| 明星賽   | 明星賽   | 11    | 4     | 24.8 | 52.5 | 46.8 | 85.7  | 3.9 | 11.6‡ | 2.4  | 0.0 | 12.2 |

### NBA附加賽數據統計
| 賽季     | 球隊     | GP | GS | MPG  | FG%  | 3P%  | FT% | RPG | APG | SPG | BPG | PPG |
| -------- | -------- | -- | -- | ---- | ---- | ---- | --- | --- | --- | --- | --- | --- |
| 2024     | GSW      | 1  | 0  | 18.3 | 33.3 | 50.0 | —   | 1.0 | 2.0 | 0.0 | 0.0 | 3.0 |
| 職業生涯 | 職業生涯 | 1  | 0  | 18.3 | 33.3 | 50.0 | —   | 1.0 | 2.0 | 0.0 | 0.0 | 3.0 |

### NBA季後賽數據統計
| 賽季     | 球隊     | GP  | GS  | MPG  | FG%  | 3P%   | FT%   | RPG | APG  | SPG | BPG | PPG  |
| -------- | -------- | --- | --- | ---- | ---- | ----- | ----- | --- | ---- | --- | --- | ---- |
| 2008     | NOH      | 12  | 12  | 40.5 | 50.2 | .23.8 | 78.5  | 4.9 | 11.3 | 2.3 | 0.2 | 24.1 |
| 2009     | NOH      | 5   | 5   | 40.2 | 41.1 | 31.3  | 85.7  | 4.4 | 10.4 | 1.6 | 0.0 | 16.6 |
| 2011     | NOH      | 6   | 6   | 41.5 | 54.5 | 47.4  | 79.6  | 6.7 | 11.5 | 1.8 | 0.0 | 22.0 |
| 2012     | LAC      | 11  | 11  | 38.5 | 42.7 | 33.3  | 87.2  | 5.1 | 7.9  | 2.7 | 0.1 | 17.6 |
| 2013     | LAC      | 6   | 6   | 37.3 | 53.3 | 31.6  | 89.2  | 4.0 | 6.3  | 1.8 | 0.0 | 22.8 |
| 2014     | LAC      | 13  | 13  | 36.3 | 46.7 | 45.7  | 77.4  | 4.2 | 10.4 | 2.8 | 0.0 | 19.8 |
| 2015     | LAC      | 12  | 12  | 37.1 | 50.3 | 41.5  | 94.1  | 4.4 | 8.8  | 1.8 | 0.3 | 22.1 |
| 2016     | LAC      | 4   | 4   | 31.3 | 48.7 | 30.0  | 100.0 | 4.0 | 7.3  | 2.3 | 0.0 | 23.8 |
| 2017     | LAC      | 7   | 7   | 37.2 | 49.6 | 36.8  | 87.9  | 5.0 | 9.9  | 1.7 | 0.1 | 25.3 |
| 2018     | HOU      | 15  | 15  | 34.5 | 45.9 | 37.4  | 83.0  | 5.9 | 5.8  | 2.0 | 0.3 | 21.1 |
| 2019     | HOU      | 11  | 11  | 36.1 | 44.6 | 27.0  | 84.4  | 6.4 | 5.5  | 2.2 | 0.6 | 17.0 |
| 2020     | OKC      | 7   | 7   | 37.3 | 49.1 | 37.2  | 88.5  | 7.4 | 5.3  | 1.6 | 0.4 | 21.3 |
| 2021     | PHX      | 20  | 20  | 34.2 | 49.7 | 44.6  | 87.7  | 3.5 | 8.6  | 1.2 | 0.2 | 19.2 |
| 2022     | PHX      | 13  | 13  | 34.4 | 56.1 | 38.8  | 94.6  | 4.2 | 8.3  | 1.5 | 0.2 | 17.5 |
| 2023     | PHX      | 7   | 7   | 35.8 | 41.8 | 32.1  | 50.0  | 5.0 | 7.4  | 1.7 | 0.7 | 12.4 |
| 職業生涯 | 職業生涯 | 149 | 149 | 36.5 | 48.4 | 37.3  | 85.4  | 4.9 | 8.3  | 1.9 | 0.2 | 20.0 |

## 私人生活
保羅很喜歡打保齡球，他在2007年被美國保齡球協會獲邀成為官方的年輕代言人。同時，他還是保齡球隊LAX的老闆。
保羅與美式足球運動員跑鋒雷吉·布什是好朋友，兩人同樣居於新奧爾良的市中心區。兩人共用同一名私人廚師。
保羅為了運動生涯改變了飲食習慣，以素食為主。